# Patricia Mayr-Achleitner
Patricia Mayr-Achleitner (ur. 8 listopada 1986 w Rum) – austriacka tenisistka.

## Kariera tenisowa
W swojej karierze najwyżej sklasyfikowana była na 70. miejscu w rankingu singlowym i 117. w deblowym.
W 2011 roku osiągnęła pierwszy finał zawodów rangi WTA Tour. W Bad Gastein uległa w meczu mistrzowskim Maríí José Martínez Sánchez wynikiem 0:6, 5:7.
W 2015 zakończyła karierę sportową.

## Życie prywatne
4 grudnia 2010 poślubiła swojego trenera, Michaela Achleitnera, i zmieniła swoje nazwisko na dwuczłonowe.

## Finały turniejów WTA
| Legenda                     | Legenda |
| --------------------------- | ------- |
| Wielki Szlem                |         |
| Igrzyska olimpijskie        |         |
| WTA Tour Championships      |         |
| 2009 – 2020                 |         |
| WTA Premier Mandatory       |         |
| WTA Premier 5               |         |
| WTA Premier                 |         |
| WTA International Series    |         |
| WTA 125K series (2012–2020) |         |

### Gra pojedyncza 1 (0-1)
| Końcowy wynik | Nr | Data          | Turniej     | Nawierzchnia | Przeciwniczka               | Wynik finału |
| ------------- | -- | ------------- | ----------- | ------------ | --------------------------- | ------------ |
| Finalistka    | 1. | 17 lipca 2011 | Bad Gastein | Ceglana      | María José Martínez Sánchez | 0:6, 5:7     |

### Gra podwójna 1 (0-1)
| Końcowy wynik | Nr | Data             | Turniej  | Nawierzchnia | Partnerka       | Przeciwniczki                       | Wynik finału    |
| ------------- | -- | ---------------- | -------- | ------------ | --------------- | ----------------------------------- | --------------- |
| Finalistka    | 1. | 14 września 2014 | Hongkong | Twarda       | Arina Rodionowa | Karolína Plíšková Kristýna Plíšková | 2:6, 6:2, 10–12 |

## Wygrane turnieje singlowe rangi ITF
| turnieje z pulą nagród 100 000 $ |
| turnieje z pulą nagród 75 000 $  |
| turnieje z pulą nagród 50 000 $  |
| turnieje z pulą nagród 25 000 $  |
| turnieje z pulą nagród 15 000 $  |
| turnieje z pulą nagród 10 000 $  |

|     | Data       | Turniej          | Kat. | ($)    | Naw.     | Finalistka             | Wynik               |
| 1.  | 03/10/2005 | Wolos            | ITF  | 10 000 | dywanowa | Dia Ewtimowa           | 6:4, 7:6            |
| 2.  | 16/10/2005 | Benicarlo        | ITF  | 10 000 | ziemna   | Berta Morata-Flaquer   | 6:4, 6:2            |
| 3.  | 17/09/2006 | Innsbruck        | ITF  | 10 000 | ziemna   | Yvonne Meusburger      | 1:6, 6:2, 2:2 krecz |
| 4.  | 27/04/2008 | Hvar             | ITF  | 10 000 | ziemna   | Lenka Juríková         | 6:4, 6:2            |
| 5.  | 08/06/2008 | Grado            | ITF  | 25 000 | ziemna   | Jasmina Tinjić         | 6:4, 7:6            |
| 6.  | 03/08/2008 | Dniepropietrowsk | ITF  | 50 000 | ziemna   | Kaciaryna Dziehalewicz | 6:3, 6:4            |
| 7.  | 12/10/2008 | Reggio Calabria  | ITF  | 25 000 | ziemna   | Anne Schäfer           | 6:1, 6:1            |
| 8.  | 30/11/2008 | Saint-Denis      | ITF  | 25 000 | twarda   | Arantxa Parra Santonja | 6:4, 6:1            |
| 9.  | 09/05/2010 | Dżunija          | ITF  | 50 000 | ziemna   | Renata Voráčová        | 6:3, 6:7, 7:6       |
| 10. | 13/06/2010 | Zlin             | ITF  | 50 000 | ziemna   | Corinna Dentoni        | 6:1, 6:2            |
| 11. | 27/06/2010 | Rzym             | ITF  | 25 000 | ziemna   | Zarina Dijas           | 7:6, 6:4            |
| 12. | 22/08/2010 | Ołomuniec        | ITF  | 25 000 | ziemna   | Julia Mayr             | 6:2, 6:4            |
| 13. | 03/04/2011 | Buenos Aires     | ITF  | 25 000 | ziemna   | Florencia Molinero     | 0:6, 6:2, 6:2       |
| 14. | 12/06/2011 | Zlin             | ITF  | 50 000 | ziemna   | Ksienija Pierwak       | 6:1, 6:0            |
| 15. | 15/09/2013 | Sofia            | ITF  | 25 000 | ziemna   | Kristína Kučová        | 6:2, 1:6, 6:3       |
| 16. | 22/09/2013 | Dobricz          | ITF  | 25 000 | ziemna   | Cristina Dinu          | 6:1, 6:2            |
| 17. | 24/08/2014 | Winnipeg         | ITF  | 25 000 | twarda   | Mayo Hibi              | 6:2, 6:2            |